# Pagaroucha
Pagaroucha (en macédonien Пагаруша, en albanais Pagarusha) est un village du nord de la Macédoine du Nord, situé dans la municipalité de Stoudenitchani. Le village comptait 227 habitants en 2002. Il est majoritairement turc.

## Démographie
Lors du recensement de 2002, le village comptait :
- Turcs : 226
- Albanais : 1